# Henry Campotosto

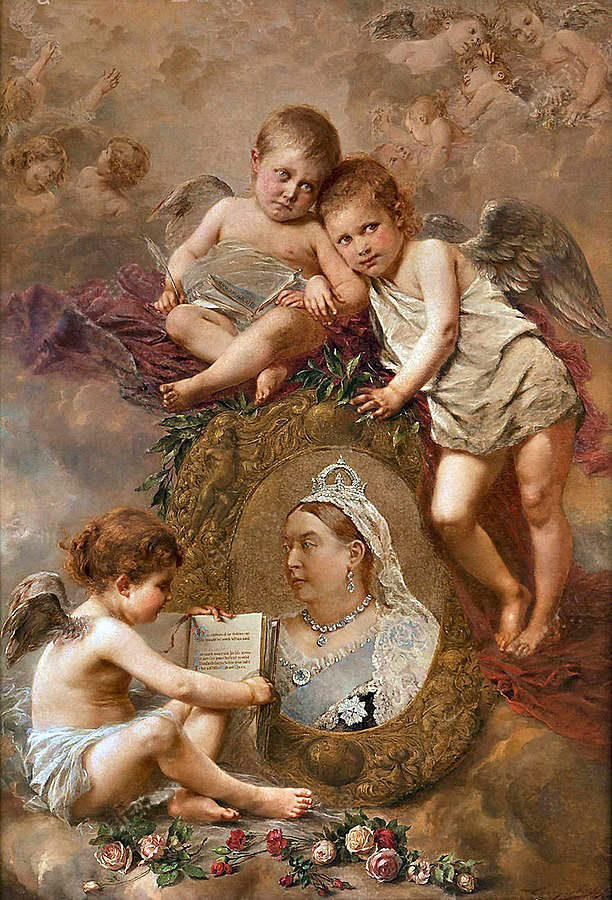
Apotheose der Königin Victoria

Henry Campotosto (* 1833 in Brüssel; † 1910 in  London)  war ein belgischer Genremaler.
Campotosto studierte Malerei an der Académie royale des Beaux-Arts de Bruxelles. Danach war er bis 1870 in Brüssel als freischaffender Genremaler tätig. Er nahm an der Weltausstellung Paris 1867 teil. Einige Bilder malte er gemeinsam mit Eugène Verboeckhoven.
1871 zog er mit seiner Familie nach London und blieb dort lebenslang. Er stellte seine Werke bis 1874 in der Royal Academy Ausstellung und ab 1878 in der Suffolk Street Gallery aus.
1880 nahm er an der Berliner Akademie-Ausstellung teil. Seine Tochter Octavia wurde ebenfalls Malerin, besuchte Italien, zeigte ihre Bilder von 1871 bis 1874 in der Royal Academy.